# Đông Hội
Đông Hội là một xã thuộc huyện Đông Anh thành phố Hà Nội, Việt Nam.

## Địa lý
Xã Đông Hội nằm ở phía nam huyện Đông Anh, có vị trí địa lý:
- Phía đông giáp xã Mai Lâm
- Phía tây giáp xã Xuân Canh
- Phía nam giáp quận Long Biên với ranh giới là sông Đuống
- Phía bắc giáp xã Cổ Loa và xã Xuân Canh.

Xã Đông Hội có diện tích 7,24 km², dân số năm 2022 là 15.438 người, mật độ dân số đạt 2.132 người/km².
Xã có Tòa chung cư Eurowindow River Park.

## Hành chính
Xã Đông Hội được chia thành 6 thôn: Tiên Hội, Trung Thôn, Hội Phụ, Lại Đà, Đông Ngàn, Đông Trù.

## Lịch sử
Đầu thế kỷ XIX, xã Đông Hội bao gồm bốn xã: Hội Phụ (gồm 2 làng: Cự Trình, Lại Đà); Đông Ngàn (gồm 4 xóm: Long Tửu, Thượng, Trung, Hạ); Đông Trù và Tiên Hội (gồm 2 làng: Nội Thôn, Trung Thôn) thuộc tổng Hội Phụ, huyện Đông Ngàn, phủ Từ Sơn. Lần lượt thuộc trấn Kinh Bắc (năm 1802), trấn Bắc Ninh (năm 1820) và tỉnh Bắc Ninh (năm 1831).
Năm 1919, xã Đông Hội thuộc tổng Hội Phụ, huyện Từ Sơn, tỉnh Bắc Ninh.
Năm 1946, hợp nhất xã Đông Trù và xã Đông Ngàn thành xã Song Đông thuộc huyện Từ Sơn, tỉnh Bắc Ninh.
Năm 1949, ba xã: Hội Phụ, Tiên Hội và Song Đông được sáp nhập thành xã Đông Hội thuộc huyện Từ Sơn, tỉnh Bắc Ninh.
Ngày 31 tháng 5 năm 1961, Hội đồng Chính phủ ban hành 78-CP về việc sáp nhập xã Đông Hội (gồm 6 làng: Hội Phụ, Lại Đà, Đông Trù, Đông Ngàn, Tiên Hội, Trung Thôn) của huyện Từ Sơn, tỉnh Bắc Ninh vào huyện Đông Anh, thành phố Hà Nội quản lý.

## Giao thông
Các tuyến, hệ thống giao thông quan trọng đi qua xã:
- Quốc lộ 5 (đường 5 kéo dài: khu công nghiệp Thăng Long - Cầu Chui)
- Quốc lộ 3: Hà Nội - Cao Bằng
- Đường đê tả Đuống
- Đường sông: Sông Đuống, sông Ngũ Huyện Khê
- Hệ thống xe buýt: 15, 17, 43, 46, 65, 122.

## Danh nhân
- Tổng bí thư Nguyễn Phú Trọng sinh năm 1944, quê ở thôn Lại Đà.